# BTR-40
El BTR-40 (sigles de Бронетранспортёр 40, Bronetransporter 40, 'transport blindat 40') és un transport blindat de personal (TBP) i vehicle de reconeixement no amfibi soviètic. Sovint es coneix com a Sorokovka en el servei soviètic. És també el primer TBP soviètic produït en massa. Va ser substituït en aquest paper pel BTR-152 i en el paper de reconeixement pel BRDM-1.
El desenvolupament del BTR-40 va començar a principis del 1947 a l'oficina de disseny de la Gorkovsky Avtomobilny Zavod (fàbrica d'automòbils Gorkovsky) sota la direcció de V. A. Dedkov. La idea era disposar d'un successor del cotxe blindat BA-64B que va deixar de fabricar-se el 1946. El 1947 es van completar dos prototips designats BTR-141, però cap dels dos va ser acceptat per al servei. El 1950 es van produir dos nous prototips, amb una forma de blindatge diferent; van ser acceptats per al servei com a BTR-40 i BTR-40A. Els inconvenients del vehicle, com ara el seu mal funcionament camp a través i problemes per travessar obstacles d'aigua, van obligar l'equip de disseny a produir, a final de 1954, el que estava previst que fos una variant amfibia del BTR-40. Va rebre la designació BTR-40P (amb la P de plavaiúshxi 'flotant'). Durant el procés de disseny, el vehicle es va allunyar del concepte TBP i es va convertir en un cotxe blindat amfibi; va rebre una nova designació, BRDM.

## Descripció

### Visió general
El disseny del BTR-40 es va basar en el camió GAZ-63 que va entrar en producció el 1946. El disseny tenia una carrosseria autoportant que era una novetat en els vehicles soviètics. El xassís té dues portes laterals per al comandant i el conductor i una porta posterior i pot transportar fins a vuit soldats totalment equipats o una tona de càrrega.

### Protecció
El blindatge del BTR-40 és de 6 a 8 mm de gruix contra el foc d'armes petites i la metralla del seu temps, però no el protegeix d'impactes d'artilleria moderna ni del foc de metralladores de calibre 50. Els pneumàtics de la sèrie BTR-40 no estan protegits amb blindatge i són especialment vulnerables a rebentades a causa de foc de tot tipus. El vehicle no té sostre i sol estar cobert amb una lona per protegir la tripulació, la càrrega i les tropes de la pluja i la neu. Tanmateix, això fa que no pugui muntar cap metralladora.

### Armament
La variant destinada a TBP no té armament permanent, però té suports per a tres metralladores mitjanes de 7,62 mm, una a la part davantera del compartiment de la tropa i les altres dues als laterals. El vehicle també té dos orificis de tir a banda i banda del xassís, que permeten que fins a quatre soldats utilitzin les seves armes personals des de dins del vehicle.

### Maniobrabilitat
Com el camió GAZ-63 en què es basa, el BTR-40 té tracció a les quatre rodes; el xassís, però, és més curt en comparació amb el GAZ-63. L'única altra cosa que distingeix el xassís del BTR-40 del del GAZ-63 són els amortidors addicionals. El BTR-40 també té un motor més potent. L'angle de gir és de 7,5 m.

### Equipament
El vehicle compta amb un equip de ràdio de recepció i emissió 10RT-12 que té un abast de 20-25 km, i un cabrestant al davant, amb una capacitat màxima de 4,5 tones i 70 m de cable. No té cap protecció contra les armes nuclears, biològiques i químiques (NBC). Tampoc no disposa d'equipament de visió nocturna.